# Condições meteorológicas extremas

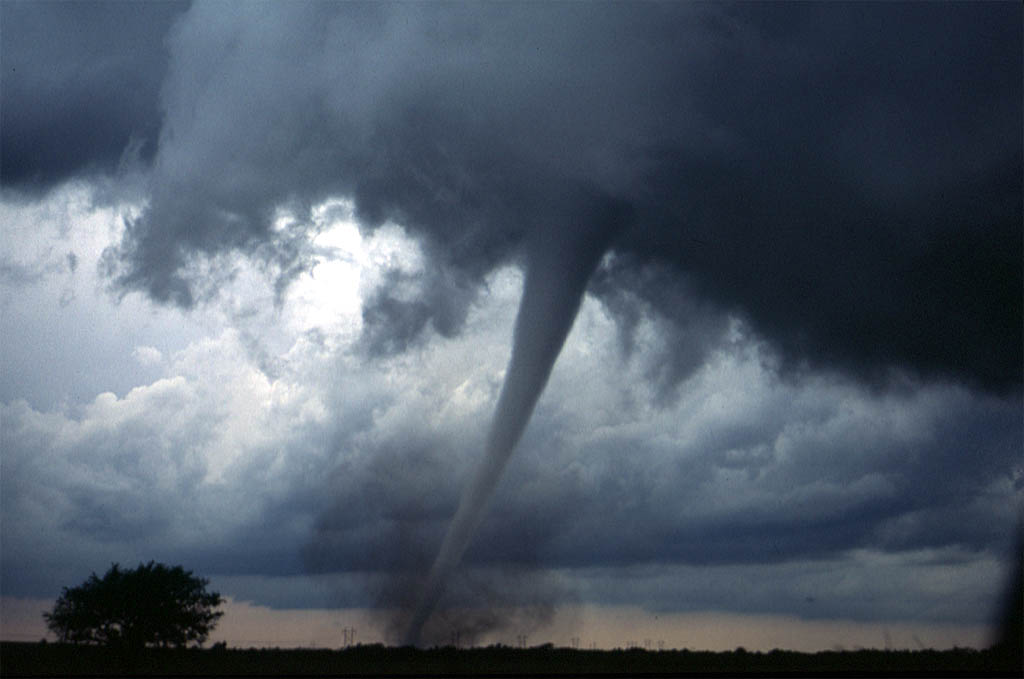
Um tornado é um exemplo de evento meteorológico extremo. Este tornado atingiu Anadarko, Oklahoma, durante um en

As condições meteorológicas extremas incluem condições meteorológicas inesperadas, incomuns, severas ou fora de época; condições meteorológicas nos extremos da distribuição histórica, isto é, a faixa que foi observada no passado. Os eventos extremos são baseados no histórico climático registrado de um local. Eles são definidos como estando entre os dez por cento mais incomuns (10º ou 90º percentil de uma função de densidade de probabilidade). Os principais tipos de clima extremo são as ondas de calor, ondas de frio e precipitação intensa ou eventos de tempestade, como ciclones tropicais. Os efeitos dos eventos meteorológicos extremos são custos econômicos, perda de vidas humanas, secas, inundações e deslizamentos de terra. O tempo severo [en] é um tipo específico de tempo extremo que apresenta riscos à vida e à propriedade.
Os padrões climáticos podem sofrer alguma variação e, portanto, o clima extremo pode ser atribuído, pelo menos em parte, à variabilidade climática natural que existe na Terra. Por exemplo, o El Niño-Oscilação Sul (ENSO) ou a Oscilação do Atlântico Norte (NAO) são fenômenos climáticos que afetam os padrões meteorológicos em todo o mundo. De modo geral, um evento meteorológico extremo não pode ser atribuído a uma única causa. No entanto, determinadas alterações sistêmicas nos sistemas climáticos globais podem levar ao aumento da frequência ou da intensidade de eventos meteorológicos extremos.
A mudança climática está tornando alguns eventos meteorológicos extremos mais frequentes e mais intensos.:1517 Isso se aplica em especial às ondas de calor e às ondas de frio. A ciência da atribuição de eventos extremos analisa as razões por trás deles. Os cientistas têm quase certeza de que a mudança climática torna mais severos os eventos de chuvas fortes e os períodos de seca. Os modelos climáticos indicam que o aumento das temperaturas agravará os eventos meteorológicos extremos em todo o mundo.
O clima extremo tem impactos graves na sociedade humana e nos ecossistemas. Há perda de vidas humanas, danos à infraestrutura e destruição de ecossistemas. Por exemplo, uma seguradora global, a Munich Re, estima que os desastres naturais causaram mais de 90 bilhões de dólares em perdas diretas globais em 2015. Algumas atividades humanas podem exacerbar os efeitos, como, por exemplo, o planejamento urbano deficiente, a destruição de áreas úmidas e a construção de casas ao longo de planícies de inundação.

## Definição
O tempo extremo descreve eventos meteorológicos incomuns, nos extremos da distribuição histórica para uma determinada área.:2908 O Sexto Relatório de Avaliação do IPCC define um evento meteorológico extremo da seguinte forma: “Um evento que é raro em um determinado local e época do ano. As definições de 'raro' variam, mas um evento meteorológico extremo normalmente seria tão raro quanto ou mais raro que o 10º ou 90º percentil de uma função de densidade de probabilidade estimada a partir de observações.”:2908
Em comparação, o termo "tempo severo [en]" é qualquer aspecto do clima que represente riscos à vida e à propriedade ou que exija a intervenção das autoridades. O tempo severo é, portanto, um tipo específico de tempo extremo.

## Tipos
As definições de clima extremo variam em diferentes partes da comunidade científica, alterando os resultados das pesquisas nesses campos.

### Ondas de calor
As ondas de calor são períodos de temperaturas e índices de calor anormalmente elevados. As definições de uma onda de calor variam devido à variação de temperaturas em diferentes localizações geográficas. O calor excessivo é geralmente acompanhado por altos níveis de umidade, mas também pode ser catastroficamente seco.

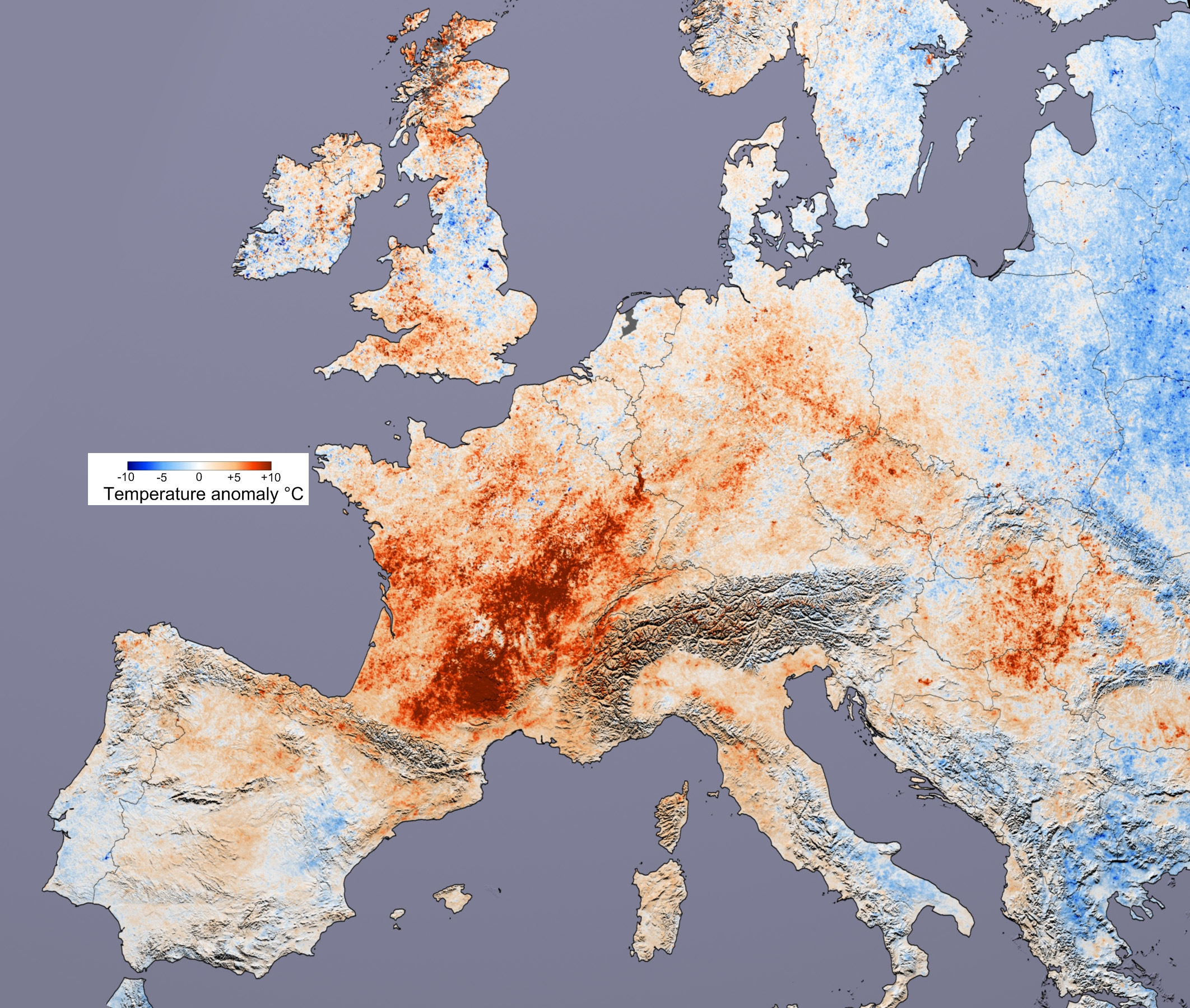
Onda de calor na Europa em 2003

Como as ondas de calor não são visíveis como outras formas de clima severo, como furacões, tornados e tempestades, elas são uma das formas menos conhecidas de tempo extremo. O tempo extremamente quente pode prejudicar as populações e as colheitas devido à possibilidade de desidratação ou hipertermia, cãibras de calor [en], dilatação térmica e insolação. Os solos secos são mais suscetíveis à erosão, diminuindo as terras disponíveis para a agricultura. A frequência de incêndios florestais pode aumentar, pois a vegetação seca tem maior probabilidade de se inflamar. A evaporação de corpos d'água pode ser devastadora para as populações marinhas, diminuindo o tamanho dos habitats disponíveis, bem como a quantidade de nutrientes presentes nas águas. As populações de gado e outros animais também podem diminuir.
Durante o calor excessivo, as plantas fecham os poros das folhas (estômatos), um mecanismo de proteção para conservar a água, mas que também reduz a capacidade de absorção das plantas. Isso deixa mais poluição e ozônio no ar, o que leva a uma maior mortalidade na população. Estima-se que a poluição extra durante o verão quente de 2006 no Reino Unido tenha custado 460 vidas. Estima-se que as ondas de calor europeias do verão de 2003 tenham causado 30 000 mortes em excesso, devido ao estresse térmico e à poluição do ar. Mais de 200 cidades dos EUA registraram novos recordes de temperaturas altas. A pior onda de calor nos EUA [en] ocorreu em 1936 e matou mais de 5 000 pessoas diretamente. A pior onda de calor na Austrália ocorreu em 1938-39 e matou 438 pessoas. A segunda pior foi em 1896.
Também podem ocorrer quedas de energia em áreas com ondas de calor devido ao aumento da demanda por eletricidade (por exemplo, uso de ar condicionado). O efeito da ilha de calor urbana pode aumentar as temperaturas, principalmente durante a noite.

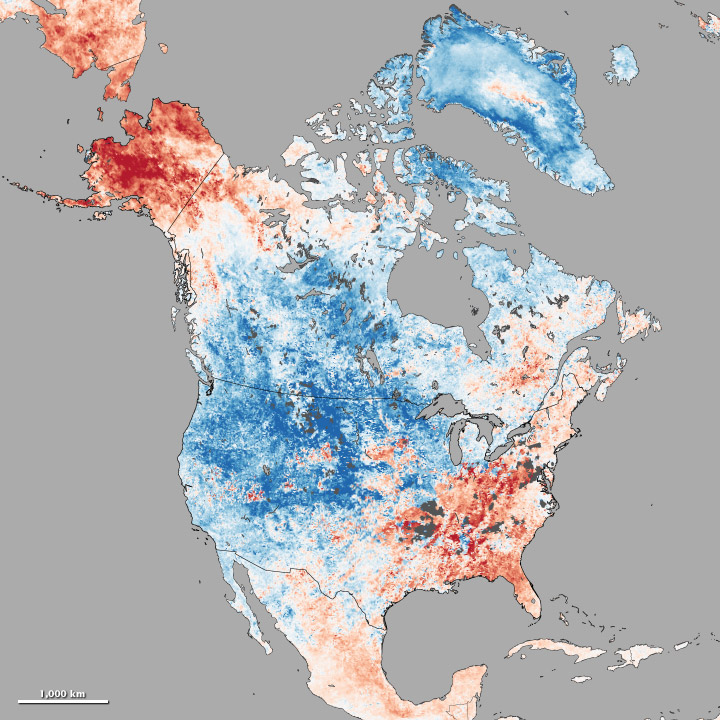
Onda de frio na América do Norte continental de 3 a 10 de dezembro de 2013. Vermelho significa temperatura acima da média; azul representa temperatura abaixo do normal

### Ondas de frio
Uma onda de frio é um fenômeno meteorológico que se distingue por um resfriamento do ar. Especificamente, conforme estabelecido pelo Serviço Nacional de Meteorologia dos EUA, uma onda de frio é uma queda rápida de temperatura em um período de 24 horas que exige uma proteção significativamente maior para a agricultura, a indústria, o comércio e as atividades sociais. O critério exato para uma onda de frio é determinado pela taxa de queda da temperatura e pelo mínimo para o qual ela cai. Esta temperatura mínima depende da região geográfica e da época do ano. As ondas de frio geralmente podem ocorrer em qualquer localização geológica e são formadas por grandes massas de ar frio que se acumulam em determinadas regiões, causadas por movimentos de correntes de ar.
Uma onda de frio pode causar morte e ferimentos em animais domésticos e selvagens. A exposição ao frio exige maior ingestão calórica para todos os animais, inclusive para os seres humanos, e se uma onda de frio for acompanhada de neve pesada e persistente, os animais de pasto podem não conseguir obter o alimento e a água necessários e morrer de hipotermia ou fome. As ondas de frio exigem geralmente a compra de forragem para o gado, o que representa um custo significativo para os fazendeiros. As populações humanas podem sofrer queimaduras de frio quando expostas por longos períodos ao frio, o que pode resultar na perda de membros ou em danos aos órgãos internos.
O frio extremo do inverno causa geralmente o congelamento de tubulações de água mal isoladas. Até mesmo alguns encanamentos internos mal protegidos podem se romper quando a água congelada se expande dentro deles, causando danos à propriedade. Os incêndios, paradoxalmente, tornam-se mais perigosos durante o frio extremo. A tubulação de água pode se romper e os suprimentos de água podem se tornar não confiáveis, dificultando o combate a incêndios.
As ondas de frio que trazem congelamentos e geadas inesperados durante a estação de crescimento em zonas de latitude média podem matar as plantas durante os estágios iniciais e mais vulneráveis de crescimento. Isso resulta em quebra de safra, pois as plantas morrem antes que possam ser colhidas de forma rentável. Essas ondas de frio já causaram fome. As ondas de frio também podem fazer com que as partículas do solo endureçam e congelem, dificultando o crescimento das plantas e da vegetação nessas áreas. Um caso extremo foi o chamado Ano sem Verão de 1816, um dos vários anos durante a década de 1810 em que várias colheitas fracassaram durante ondas de frio anormais no verão, depois que erupções vulcânicas reduziram a incidência de luz solar.

Em alguns casos, a maior frequência de invernos extremamente frios - ou seja, em partes da Ásia e da América do Norte, incluindo a onda de frio norte-americana de fevereiro de 2021 - pode ser resultado da mudança climática, por exemplo, devido a mudanças no Ártico. No entanto, as conclusões que vinculam as mudanças climáticas às ondas de frio ainda são consideradas controversas. O projeto PESETA IV do JRC concluiu em 2020 que a mudança climática geral resultará em um declínio na intensidade e na frequência de períodos de frio extremo, com invernos mais amenos reduzindo as fatalidades causadas pelo frio extremo, mesmo que o clima extremo de frio individual possa, às vezes, ser causado por mudanças devido à mudança climática e possivelmente até se tornar mais frequente em algumas regiões. De acordo com um estudo de 2023, “os eventos de frio extremo fraco (ECEs) diminuem significativamente em frequência, área de projeção e área total no hemisfério norte com o aquecimento global. No entanto, a frequência, a área de projeção e a área total dos ECEs fortes não mostram nenhuma tendência significativa, ao passo que estão aumentando na Sibéria e no Canadá.”

### Chuvas fortes e tempestades

#### Ciclones tropicais
Um ciclone tropical é uma grande perturbação na atmosfera terrestre. É um sistema formado por grandes tempestades e é caracterizado por ser uma região onde a pressão atmosférica é significativamente menor e a temperatura é ligeiramente maior do que em suas vizinhanças. É uma área de baixa pressão atmosférica com uma circulação fechada de ventos e diferencia-se dos ciclones extratropicais por ter um núcleo quente e um centro bastante definido em sistemas mais intensos, conhecido como olho. A grande diferença de pressão atmosférica entre o centro do ciclone e suas vizinhanças, conhecida como força de gradiente de pressão, gera intensos ventos, que podem ultrapassar 300 km/h em grandes ciclones. Seu giro característico, no sentido anti-horário no hemisfério norte e no horário no hemisfério sul, é inicialmente causado pela força de Coriolis e postergado pela energia liberada pela condensação da umidade atmosférica. Trovoadas e chuvas torrenciais estão frequentemente associadas a ciclones tropicais. Formam-se costumeiramente nas regiões trópicas, aos arredores da Linha do Equador, onde constituem uma parte do sistema de circulação atmosférica, ao moverem calor da região equatorial para as latitudes mais altas. O ciclone tropical é movido pela energia térmica liberada quando ar úmido sobe para camadas mais altas da atmosfera e o vapor de água associado se condensa.

## Causas e atribuição

### Pesquisa de atribuição
De modo geral, um evento de clima extremo não pode ser atribuído a uma única causa. No entanto, certas mudanças sistêmicas nos sistemas climáticos globais podem levar ao aumento da frequência ou da intensidade de eventos climáticos extremos.
As primeiras pesquisas sobre condições climáticas extremas concentravam-se em declarações sobre a previsão de determinados eventos. A pesquisa contemporânea concentra-se mais na atribuição de causas às tendências dos eventos. Em particular, o campo está se concentrando na mudança climática juntamente com outros fatores causais para esses eventos.
Um relatório de 2016 das Academias Nacionais de Ciências, Engenharia e Medicina recomendou o investimento em práticas compartilhadas aprimoradas em todo o campo que trabalha com pesquisa de atribuição, melhorando a conexão entre os resultados da pesquisa e a previsão do tempo.
À medida que mais pesquisas foram feitas nessa área, os cientistas começaram a investigar a conexão entre as mudanças climáticas e os eventos meteorológicos extremos e quais impactos futuros podem surgir. Grande parte desse trabalho é feita por meio de modelagem climática. Os modelos climáticos fornecem previsões importantes sobre as características futuras da atmosfera, dos oceanos e da Terra usando dados coletados presentemente. Entretanto, embora os modelos climáticos sejam essenciais para o estudo de processos mais complexos, como a mudança climática ou a acidificação dos oceanos, eles ainda são apenas aproximações. Além disso, os eventos meteorológicos são complexos e não podem ser vinculados a uma única causa - geralmente há muitas variáveis atmosféricas, como temperatura, pressão ou umidade, a serem observadas, além das influências das mudanças climáticas ou da variabilidade natural.

### Variabilidade natural
Aspectos do nosso sistema climático têm um certo nível de variabilidade natural, e eventos meteorológicos extremos podem ocorrer por vários motivos além do impacto humano, inclusive mudanças na pressão ou no movimento do ar. As áreas ao longo da costa ou localizadas em regiões tropicais têm maior probabilidade de sofrer tempestades com precipitação intensa do que as regiões temperadas, embora esses eventos possam ocorrer.
A atmosfera é um sistema complexo e dinâmico, influenciado por vários fatores, como a inclinação natural e a órbita da Terra, a absorção ou reflexão da radiação solar, o movimento das massas de ar e o ciclo da água. Devido a isso, os padrões climáticos podem sofrer alguma variação e, portanto, o tempo extremo pode ser atribuído, pelo menos em parte, à  variabilidade climática natural da Terra.
Fenômenos climáticos, como o El Niño-Oscilação Sul (ENSO) ou a Oscilação do Atlântico Norte (NAO), afetam os padrões climáticos em regiões específicas do mundo, influenciando a temperatura e a precipitação. Os eventos meteorológicos extremos que quebraram recordes e foram catalogados nos últimos duzentos anos provavelmente surgem quando padrões climáticos como ENSO ou NAO funcionam “na mesma direção do aquecimento induzido pelo ser humano”.

O Sexto Relatório de Avaliação do IPCC (2021) projeta grandes aumentos progressivos na frequência (barras horizontais) e na intensidade (barras verticais) de eventos meteorológicos extremos, para graus crescentes de aquecimento global - incluindo um aumento de mais de 5 °C em eventos de calor extremo para um aumento de temperatura média global de 4 °C

### Mudanças climáticas
Alguns estudos afirmam que há uma conexão entre o rápido crescimento das temperaturas no Ártico e, portanto, o desaparecimento da criosfera e o tempo extremo em latitudes médias. Em um estudo publicado na Nature em 2019, os cientistas usaram várias simulações para determinar que o derretimento das camadas de gelo na Groenlândia e na Antártica poderia afetar o nível geral do mar e a temperatura do mar. Outros modelos mostraram que o aumento da temperatura atual e a subsequente adição de água de derretimento ao oceano poderiam levar a uma interrupção da circulação termoalina, responsável pelo movimento da água do mar e pela distribuição de calor em todo o mundo. Um colapso dessa circulação no hemisfério norte poderia levar a um aumento das temperaturas extremas na Europa, bem como a tempestades mais frequentes, desequilibrando a variabilidade e as condições naturais do clima. Assim, à medida que o aumento das temperaturas causar o derretimento das geleiras, as latitudes médias poderão sofrer mudanças nos padrões climáticos ou nas temperaturas.
Foram registrados cerca de 6 681 eventos relacionados ao clima entre 2000 e 2019, em comparação com 3 656 eventos do mesmo tipo registrados entre 1980 e 1999. Neste relatório, um “evento relacionado ao clima” refere-se a inundações, tempestades, secas, deslizamentos de terra, temperaturas extremas (como ondas de calor ou congelamentos) e incêndios florestais; exclui eventos geofísicos como erupções vulcânicas, terremotos ou movimentos de massa. Embora haja evidências de que as mudanças no clima global, como o aumento da temperatura, tenham afetado a frequência de eventos meteorológicos extremos, os efeitos mais significativos provavelmente surgirão no futuro. É neste ponto que os modelos climáticos são úteis, pois podem fornecer simulações de como a atmosfera pode se comportar ao longo do tempo e quais medidas precisam ser tomadas no presente para mitigar quaisquer mudanças negativas.
A probabilidade crescente de ocorrência de extremos de calor com uma semana de duração recorde depende da taxa de aquecimento, e não do nível de aquecimento global.
Alguns pesquisadores atribuem o aumento das ocorrências de condições meteorológicas extremas a sistemas de relatórios mais confiáveis. Também se pode argumentar que há uma diferença no que se qualifica como “tempo extremo” em sistemas climáticos variados. O excesso ou a falta de relatórios de vítimas ou perdas pode levar à imprecisão na avaliação do impacto do clima extremo. Entretanto, os relatórios da ONU mostram que, embora alguns países tenham sofrido efeitos maiores, houve um aumento nos eventos climáticos extremos em todos os continentes. As evidências atuais e os modelos climáticos mostram que o aumento da temperatura global intensificará os eventos climáticos extremos em todo o mundo, ampliando assim as perdas humanas, os danos e os custos econômicos e a destruição de ecossistemas.

#### Ciclones tropicais e mudanças climáticas
Em 2020, a Administração Oceânica e Atmosférica Nacional (NOAA) do governo dos EUA previu que, no século XXI, a frequência de tempestades tropicais e furacões do Atlântico diminuiria em 25%, enquanto sua intensidade máxima aumentaria em 5%.
A mudança climática afeta os ciclones tropicais de várias maneiras: a intensificação da precipitação e da velocidade do vento, o aumento da frequência de tempestades muito intensas e a extensão em direção aos polos onde os ciclones atingem a intensidade máxima estão entre as consequências da mudança climática induzida pelo ser humano. Os ciclones tropicais usam ar quente e úmido como fonte de energia ou combustível. Como a mudança climática está aquecendo as temperaturas dos oceanos, há potencialmente mais desse combustível disponível.
Entre 1979 e 2017, houve um aumento global na proporção de ciclones tropicais de categoria 3 e superior na escala Saffir-Simpson. A tendência foi mais clara no norte do Oceano Índico, no Atlântico Norte e no sul do Oceano Índico [en]. No norte do Oceano Índico, especialmente no Mar da Arábia, a frequência, a duração e a intensidade dos ciclones aumentaram significativamente. Houve um aumento de 52% no número de ciclones no Mar da Arábia, enquanto o número de ciclones muito graves aumentou 150% entre 1982 e 2019. Enquanto isso, a duração total dos ciclones no Mar da Arábia aumentou em 80%, enquanto a dos ciclones muito graves aumentou em 260%. No Pacífico Norte, os ciclones tropicais estão se movendo em direção ao polo, para águas mais frias, e não houve aumento na intensidade durante esse período. Com um aquecimento de 2 °C, espera-se que uma porcentagem maior (+13%) de ciclones tropicais atinja a força das categorias 4 e 5. Um estudo de 2019 indica que a mudança climática tem impulsionado a tendência observada de rápida intensificação dos ciclones tropicais na bacia do Atlântico. Os ciclones que se intensificam rapidamente são difíceis de prever e, portanto, representam um risco adicional para as comunidades costeiras.

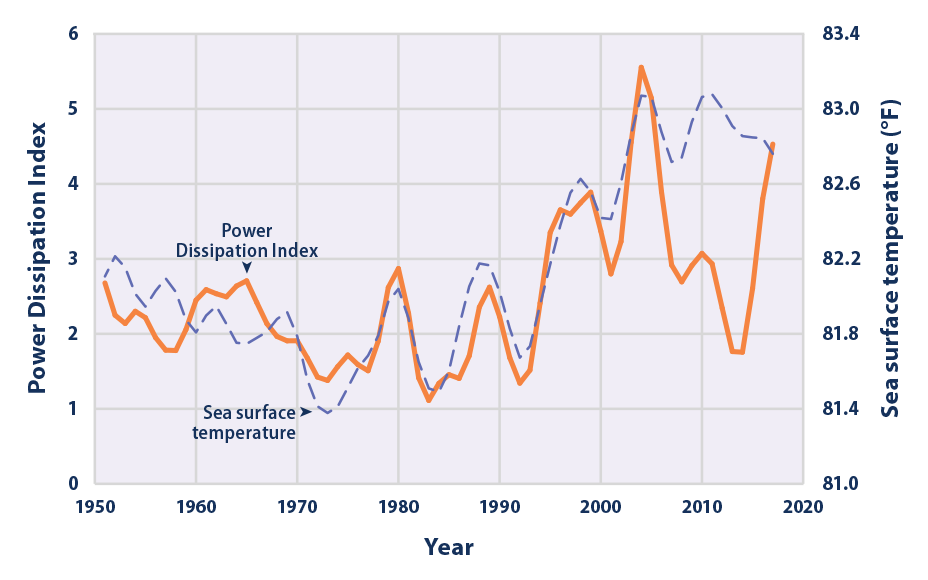
Atividade de ciclones tropicais do Atlântico Norte segundo o Índice de Dissipação de Energia, 1949-2015. A temperatura da superfície do mar foi plotada com o IDE para mostrar como eles se comparam. As linhas foram suavizadas usando uma média ponderada de cinco anos, traçada no ano do meio

### Atividades humanas que agravam os efeitos
Há muitas atividades antropogênicas que podem exacerbar os efeitos de eventos meteorológicos extremos. O planejamento urbano muitas vezes amplia os impactos das  inundações urbanas, especialmente em áreas com maior risco de tempestades devido à sua localização e variabilidade climática. Primeiro, o aumento da quantidade de superfícies impermeáveis, como calçadas, estradas e telhados, significa que menos água das tempestades que chegam é absorvida pela terra. A destruição de áreas úmidas, que atuam como um reservatório natural ao absorver a água, pode intensificar o impacto de enchentes e precipitações extremas. Isso pode ocorrer tanto no interior quanto no litoral. No entanto, a destruição de áreas úmidas ao longo da costa pode significar a diminuição do “amortecedor” natural de uma área, permitindo que as ondas de tempestades e as águas das enchentes cheguem mais longe no interior durante furacões ou ciclones. A construção de casas abaixo do nível do mar, ou ao longo de uma planície de inundação, aumenta o risco de destruição ou de ferimentos dos moradores em um evento de precipitação extrema.
Áreas mais urbanizadas também podem contribuir para o aumento de eventos meteorológicos extremos ou incomuns. Estruturas altas podem alterar como o vento se move em uma área urbana, empurrando o ar mais quente para cima e induzindo a convecção, criando tempestades. Com estas tempestades, vem o aumento da precipitação, que, devido à abundante quantidade de superfícies impermeáveis nas cidades, pode ter impactos devastadores. As superfícies impermeáveis também absorvem a energia do sol e aquecem a atmosfera, causando aumentos drásticos nas temperaturas das áreas urbanas. Isto, juntamente com a poluição e o calor liberado pelos carros e outras fontes antropogênicas, contribui para as ilhas de calor urbanas.

## Consequências
As consequências de condições meteorológicas extremas incluem, mas não se limitam a:
- Excesso de chuva (chuvas fortes), causando inundações e deslizamentos de terra;
- Muito calor e nenhuma chuva (onda de calor) causando secas e incêndios florestais;
- Ventos fortes, como furacões e tornados, que causam danos a estruturas humanas e habitats de animais;
- Grandes nevascas, causando avalanches e neve intensa.

### Custo econômico
Diante de eventos meteorológicos extremos que batem recordes, os esforços de adaptação às mudanças climáticas ficam aquém do esperado, enquanto os economistas se deparam com a inflação, a crise do custo de vida [en] e a incerteza econômica. Em 2011, o IPCC estimou que as perdas anuais variaram desde 1980 de alguns bilhões a mais de 200 bilhões de dólares, sendo que as maiores perdas econômicas ocorreram em 2005, o ano do furacão Katrina. As perdas globais com desastres relacionados ao clima, como a perda de vidas humanas, patrimônio cultural e serviços de ecossistema, são difíceis de avaliar e monetizar e, portanto, são pouco refletidas nas estimativas de perdas.
A Pesquisa de Percepção de Riscos Globais 2023-2024 (GRPS) do Fórum Econômico Mundial constatou que 66% dos entrevistados selecionaram o tempo extremo como o principal risco. A pesquisa foi realizada após as ondas de calor de 2023 [en]. Conforme os resultados da GRPS, a percepção da necessidade de gerenciamento de riscos de curto e longo prazo varia. Os entrevistados mais jovens priorizam os riscos ambientais, incluindo condições climáticas extremas, no curto prazo. Os entrevistados que trabalham no setor privado priorizam os riscos ambientais como sendo de longo prazo.

### Perda de vidas humanas
O número de mortos em desastres naturais diminuiu mais de 90% desde a década de 1920, segundo o Banco de Dados Internacional de Desastres, mesmo enquanto a população humana total na Terra quadruplicou e as temperaturas subiram 1,3 °C. Na década de 1920, 5,4 milhões de pessoas morreram em decorrência de desastres naturais, enquanto na década de 2010, apenas 400 000 vieram a falecer.
As reduções mais drásticas e rápidas nas mortes causadas por eventos meteorológicos extremos ocorreram no sul da Ásia. Enquanto um ciclone tropical em 1991 em Bangladesh matou 135 000 pessoas e um ciclone de 1970 matou 300 000, o ciclone Amphan, de tamanho semelhante, que atingiu a Índia e Bangladesh em 2020, matou apenas 120 pessoas no total.
Em 23 de julho de 2020, a Munich Re anunciou que o total de 2 900 mortes globais por desastres naturais no primeiro semestre de 2020 foi um recorde de baixa e “muito menor do que os números médios dos últimos 30 anos e dos últimos 10 anos”.
Um estudo de 2021 constatou que 9,4% das mortes globais entre 2000 e 2019 - cerca de 5 milhões ao ano - podem ser atribuídas a temperaturas extremas, sendo que as relacionadas ao frio representam a maioria e estão diminuindo, e as relacionadas ao calor representam cerca de 0,91% e estão aumentando.

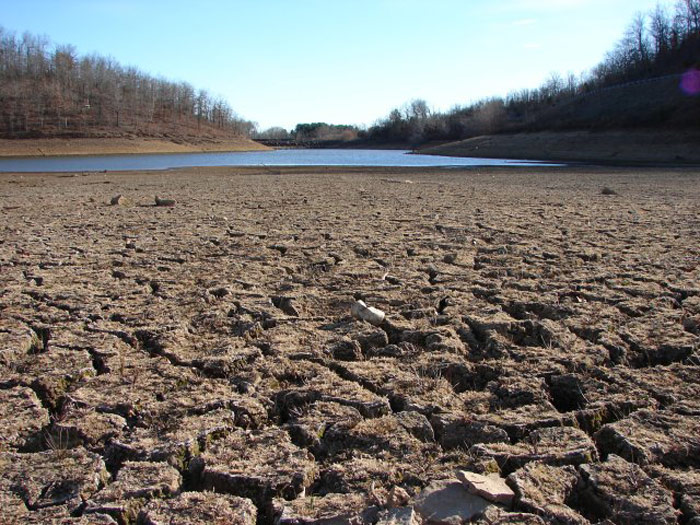
Um leito de lago seco na en, que em 2022 passou por sua mais grave seca em 1 200 anos, agravada pelas mudanças climáticas

### Secas e inundações
A mudança climática levou a um aumento na frequência e intensidade de certos tipos de fenômenos meteorológicos extremos. Tempestades como furacões ou ciclones tropicais podem registrar maior precipitação, causando grandes inundações ou deslizamentos de terra pela saturação do solo. Isso ocorre porque o ar mais quente é capaz de “reter” mais umidade devido ao aumento da energia cinética das moléculas de água, e a precipitação ocorre em uma taxa maior porque mais moléculas têm a velocidade crítica necessária para cair como gotas de chuva. Uma mudança nos padrões de precipitação pode levar a maiores quantidades de chuva em uma área, enquanto em outra há condições muito mais quentes e secas, o que pode levar à estiagem. Isso ocorre porque um aumento nas temperaturas também leva a um aumento na evaporação na superfície da Terra, portanto, mais precipitação não significa necessariamente condições universalmente mais úmidas ou um aumento mundial na disponibilidade de água potável.